# Aleksander Koryciński
Aleksander Koryciński herbu Topór (zm. w 1659 roku) – wojewoda rawski w 1656 roku, chorąży krakowski w latach 1642–1656.
Żonaty z córką Aleksandra Zborowskiego Anną w 1634 roku, miał z nią  syna Stanisława oraz córki Teofilę, Konstancję, Annę i Aleksandrę.
Był elektorem Jana II Kazimierza Wazy z województwa krakowskiego w 1648 roku.